# Биотехнология
Биотехнологиите са технологии, използващи живи организми, биологични системи или техни производни за създаването или модифицирането с определена цел на продукти или процеси. Биотехнологиите се основават на методите за биосинтез. Те намират приложение в широк кръг области – от земеделието до медицината и тежката промишленост.
Биотехнологиите се появяват през неолита с одомашняването на растения и животни, последвано от продължителни усилия за техния изкуствен отбор и хибридизация. Те получават решителен тласък с развитието на биологията през 19 век, което дава възможност за тяхното широко навлизане в практиката. Днес на биотехнологиите се възлагат големи надежди за получаването на алтернативни хранителни вещества, лекарствени субстанции и ваксини от модифицирани за целта микроорганизми. В последните години усилено се работи и в областта на растителните и ДНК рекомбинантните биотехнологии.
Биотехнологиите се базират на чистите биологични науки, като генетика, микробиология, молекулярна биология, биохимия, ембриология, клетъчна биология, а в много случаи и на други научни области, като инженерна химия, информатика и други. В същото време съвременните биологични науки са тясно свързани с биотехнологията и широко използват биотехнологични технически средства.

## Области на използване
Биотехнологията има многобройни приложения в четири големи области, включващи здравеопазване (медицина), земеделие, нехранително (индустриално) използване на зърнени храни и други продукти (като биоразградима пластмаса, биогорива и други) и околна среда.
Например едно приложение на биотехнологията е директното използване на микроорганизми при производството на органични продукти като бира, млечни продукти. Друг пример е използването на естествено присъстващите бактерии в добивната промишленост в биологичен добив на метали. Биотехнология се използва при рециклирането и обработката на отпадъци, почистването на замърсени от индустрална дейност зони (биоремедиатация)и също така за производство на биооръжия.
Въпреки че не са достатъчно научно класифицирани, се използват редица термини за класификация на различните области на приложение.
- Биоинформатика или „златна биотехнология“: Представлява преработване на данни, които са получени с методите на биотехнологията като например разчитането строежа (секвентирането) на генома. Представлява основа и за развитието на нови биотехнологични методи и приложения. Представлява междудисциплинарно поле на развой, при което се използва компютърна техника и прави възможно бързото организиране и анализ на биологичните данни. Тази област може да бъде наречена компютърна биология и определена като концептуална биология на понятията за молекулите и приложна информатика за разбирането на организацията, свързана с тези молекули при много големи размери на структурите им. Биоинформатиката играе голяма роля при функционалната генетика.
- „Синя биотехнология“: базирана на използването на ресурсите на моретата и океаните за създаване на продукти и индустриални постижения. Тази област на биотехнологията се използва например с успех за производство на биодизел с фотосинтезиране на водорасли.
- „Зелена биотехнология“: биотехнологии прилагани в селскостопанските процеси. Пример за това могат да бъдат селекция и култивиране на растения с използването на тъканни култури. Друг пример е създаването на генно модифицирани растения, способни да се отглеждат при специфични климатични условия и наличието или липсата на определени химически вещества.
- „Червена биотехнология“: използване на биотехнологии в медицинската и фармацевтичната промишленост и опазване на здравето на населението. Влючва производството на ваксини и антибиотици, регенеративни терапии, създаване на изкуствени органи и диагностиране на болести. Също така това включва производство на хормони, стволови клетки, антитела и други.
- „Бяла биотехнология“: биотехнологии, използвани в промишлеността и се нарича още индустриална биотехнология. Пример за това могат да бъдат създаването на организми, способни да произвеждат полезни химически вещества или използването на ензими за катализатори в промишлени процеси, или разрушаването на опасни замърсяващи химически вещества. При белите биотехнологии тенденцията е да се използват по-малко ресурси в сравнение с традиционните методи на производство.
- „Жълта биотехнология“: тези биотехнологии се отнасят до използването при производство на храни, като например производство на вино, сирене и бира чрез ферментация.
- „Сива биотехнология“: тези технологии са свързани със запазването на биологичното разнообразие и отстраняването на замърсяваниета.
- „Кафява биотехнология“: тези технологии са свързани с използването на безплодни земи и пустини. Един начин за използваннето им е създаването на подходящи растения, които могат да издържат на тежките климтични условияи това есвързано с развой, разработване на техника на селскостопанска обработка и управление на ресурсите.
- „Виолетова биотехнология“: това са въпросите свързани с правото, както и с етични и философски казуси, свързани с биотехнологиите.
- „Тъмна биотехнология“: тези технологии се свързват с биотероризъм и/или биологични оръжия, при които се използват микроорганизми или токсини за предизвикване на болести и смърт при хора, животни и растения.

## В селското стопанство
Най-старото приложение на биотехнологиите е селското стопанство, което само по себе си се вмества в дефиницията за биотехнологиите като приложение на биологични системи за създаване на желан продукт. Още с одомашняването на растенията и животните през неолитната революция селското стопанство се превръща в основния метод за производство на храни. Макар и бавно, през следващите хилядолетия селскостопанската технология претърпява непрекъснато развитие – селектират се нови сортове и породи, различни организми и биологични продукти се използват за наторяване, азотфиксация или контрол на вредителите. В хода на това развитие хората променят генетиката на домашните растения и животни чрез пренасянето им в различна среда или чрез хибридизация. По този начин, например, при царевицата са получени сортове с по-едри или по-сладки зърна.
Съвременните биотехнологични изследвания в земеделието са насочени главно към създаването на генетично модифицирани сортове. При тези техники един или повече гени на изходния сорт се модифицират, за да му придадат нови свойства. Макар най-очевидното приложение на подобни модификации да е прякото увеличаване на добивите, при днешното развитие на биотехнологиите то е трудно постижимо. Много от генетичните характеристики, свързани с продуктивността на земеделските култури, се контролират от голям брой гени, всеки от които има малък принос към общия резултат. Съвременните генетични технологии са най-ефективни при модифициране на отделен ген, а най-сложните продукти, като сортовете СмартСтакс променят до 8 гена.
По тези причини в практиката намират по-голямо приложение генетично модифицирани сортове, при които повишената продуктивност се постига чрез увеличаване на устойчивостта към определени външни фактори, като засушаване, вредители или соленост на почвата. Например, правят се опити растителният ген At-DBF2 на Arabidopsis thaliana да бъде включен в генетичната структура на доматите и тютюна, за да се увеличи тяхната устойчивост на соленост, засушаване и екстремни температури.
Основно направление в земеделските биотехнологии, доминиращо при въведените в употреба през 1996 – 2001 година сортове, е създаването на устойчивост към хербициди. Тя позволява по-широката употреба на такива хербициди, които унищожават плевелите, но оставят основната култура незасегната, като намаляват необходимостта от механична и ръчна обработка на почвата. Разработени са трансгенни сортове, устойчиви към хербициди като глифозат, глюфозинат и бромоксинил.
Докато хербицидната устойчивост на сортовете благоприятства по-широкото използване на пестициди, други направления в биотехнологиите са насочени към намаляване на нуждите от агрохимически продукти. Генетично модифицирани сортове произвеждат инсектицидни Bt токсини, които в естествени условия се отделят от почвената бактерия Bacillus thuringiensis (Bt). Тази технология намира особено широко приложение при борбата с гъсениците на Ostrinia при царевицата, замествайки успешно използваните по-рано химически инсектициди. Според оценки за 2001 година основните генетично модифицирани култури (соя, царевица и памук) заемат 62,6 ha обработваеми площи, като от тях 77% са с хербицидно устойчиви сортове, 15% – с Bt-сортове и 8% със сортове с устойчивост и на хербициди, и на насекоми.
Друга група генетични модификации е насочена към промяна в свойствата на самия земеделски продукт. Така протеините в зеленчуци или зърнени култури могат да бъдат променени, за да внесат в диетата липсващи съставки. Например трансгенният сорт златен ориз съдържа повишено количество бета каротин и разработен за региони с недостиг на витамин A в традиционните храни. Друго свойство на продуктите, което е честа цел на модифицирането, е тяхната трайност. Първият генетично модифициран хранителен продукт е сорт домати със забавено презряване.

## В хранителната промишленост
Биотехнологиите се прилагат в производството на храни още от Древността. Още в Месопотамия, Египет и Индия съдържащите специфични ензими малцови зърна се използват за превръщане на скорбялата в захар, която от своя страна се трансвормира от дрожди в бира. При този процес въглехидратите в зърното се разграждат до етанол. По-късно различни култури използват млечнокиселата ферментация за получаване на продукти с по-голяма трайност, като киселото мляко и киселото зеле. Други традиционни технологии, основани на биологични процеси, са произвоството на хляб и сирене.
Съвременните биотехнологични изследвания при производството на сирене са насочени към получаване на необходимите подсирващи ензими от бактерийни култури, вместо традиционните методи за извличането им от животинския стомах. При производството на хляб се правят опити за добавяне на ензими, увеличаващи неговата трайност.

## В индустрията
Индустриалната биотехнология, известна още като бяла биотехнология, представлява използване на биотехнологии за индустриални цели, включително индустриална ферментация. Това включва и използването на клетъчни микроорганизми или техни компоненти като ензими за създаването на ценни за индустрията продукти като химикали, храни, детергенти, хартия, текстил и биогорива.
Първото приложение на чисто биологична технология в промишлеността датира от 1917 година, когато Хаим Вайцман във Великобритания използва бактерията Clostridium acetobutylicum за производството на ацетон, стратегически важен продукт във времето на Първата световна война. Малко по-късно биотехнологиите стават основата на промишленото производство на антибиотици.
Развитието на процесите на разработка на нови генно-модифицирани организми подобрява разнообразието от приложения и икономическата значимост на тези технологии. Като използва възстановяеми суровини за производство на различини химически продукти и горива, индустриалната биотехнология работи активно за намаляване на парниковите газове и намаляване на значението на петролната промишленост.

## В медицината
Това е раздел от медицината, занимаващ се с изучаването на организма на човека от теоретична гледна точка, както и неговият строеж в нормално и патологично състояние, методите на диагностика, корекция и лечение. Биомедицината включва натрупаната информация и изследвания за медицината свързани с биологията, генетиката, анатомията, физиологията, паталогията, ботаниката, микробиологията и други.В медицината модерната биотехнология има много приложения като разработка на лекарства и производството им, фармагенетика и генетично тестване (или генетичен скрининг).
Фармогенетиката, представляваща комбинация от фармация и генетика, е технология, която анализира генетичната информация въздейства върху реакцията на отделните индивиди към лекарствата. Смисълът на фармагенетиката е да разработи оптимална лекарствена терапия спрямо генотипа на човека, като се осигури максимална ефективност при минимална вреда за организма. Тази перспектива обещава създаването на „индивидуална медицина“, при която лекарството или комбинацията от лекрства е оптимизирана към съответния генотип.

## Биоелектроника
Биоелектроника се нарича тази област на биотехнологията, в която се комбинират биологичните и електронните елементи, за да се направят технически използваеми. В центъра на биоелектронната изследователска дейност стоят преди всичко биосензорите (чувствителни елементи или датчици), разработването на биологично управлявани протези и ДНК компютрите на английски: DNA-Computer. Основа на биоелектрониката е това, че биологичните системи използват подобно на електронните схеми, електрически импулси за обработка на информацията. Така човешкият мозък представлява една сложна комплексна система, при която около 100 милиарда клетки (неврони) са свързани една с друга и си комуникират чрез електрически и биохимични връзки. Целта на развоя е да се управляват биопротезите директно от нервните клетки и от там от мозъка. В областта на биоелектрониката най-голям напредък има в областта на биосензорите. Те представляват полупроводникови елементи, които са изпълнени с биологични молекули и клетки. Така се създава една система, която преобразува биохимичните сигнали в електрически импулси и може да ги предаде по-нататък към електронните схеми. При този вид сензори могат да се регистрират изключително малки стойности при отрови, стойности на кръвната захар както и замърсяване на въздуха и водата.
В ранен стадий на развой се намират създаването на ДНК компютър.

## Биоремедиация
Комплекс от методи за почистване на водата, почвата и атмосферата с използване на метаболизма на биологични обекти като растения, гъби, насекоми, червеи и други организми. Думата произхожда от думата ремедиум (лекарство). Първоначалните области на използване за биоремедиацията са санирания на стари замърсявания, като например изтекли различни нефтени продукти, почистване на насипан материал от открити разработки (табани) от радиоактивно замърсяване. Важни области на почистване са почистване на отпадъци от разтворители, пластмаси, тежки метали както и отрови като ДДТ и диоксини. Биоремедиацията е метод за възстановяване на естественото състояние на природата с отстраняване на замърсяванията от човешката дейност. Също така биотехнологията изследва как чрез биотехнологични методи да се увеличи способността на организмите, използвани при този процес да се подобрят техните способности за отстраняване на замърсявания.

## Биомедицинско инженерство
Биоинженерството, което също така е познато като биомедицинско инженерство е дисциплина, която съчетава инженерния опит с медицинските нужди за подобрение в здравеопазването. Биоинженерство интегрира инженерни науки, биомедицинска и клинична практика за подобряване на човешкото здраве в 3 нива.
- Предварително опознаване на биологичните системи чрез прилагане на инженерство, биология, изображения и компютърни науки като диагностични инструменти.
- Подобряване на функцията на живите системи чрез разработването на устройства, системи и конструкции, въз основа на биологични и небиологични съставки.
- Предотвратяване на вредата за живите системи чрез изграждане на модели, алгоритми и устройства, които може да предскажат или ръководят поведението.

Някои области на използване на биоинженерство включват разработването на изкуствени стави, магнитен резонанс (MRI), пейсмейкър на сърцето, артроскопия, ангиопластика, бъбречна диализа и машина сърце – бял дроб. Биоинженерството включва редица области на приложение. Чрез комбиниране на биологията и медицината с инженерство, в биомедицинското инженерство се развиват устройства и процедури, които решават медицински и здравни проблеми. Специалистите, които работят в областта на биоинженерство може да изберат да се специализират в много области от специалности, включително:

### Биоинструменти
Биоинструменти или биомедицински инструменти е приложение на бимедицинското инженерство, занимаващо се с разработването на електронни и механични устройства, които се използват за измерване, оценка и въздействие върху биологичните системи. То се фокусира върху използването на различни датчици за измерване и наблюдаване на разнообразни физиологични характеристики на човека или животните. Подобни измервателни инструменти са необходими например при постоянното наблюдение на жизнените показатели на космонавтите по време на полет или тренировъчни натоварвания. Биоизмерването е сравнително ново и разрастващо се поле на биоинженерството, което се концентрира основно върху лечението на болестните състояния и осъществяващо връзка между иженерството и медицината. По-голямата част от развоя в тази област се е осъществила през последните 20 години. Биоизмерването в голяма степен революционизира медицината като прави лечението на пациентите много по-лесно. Измервателното оборудване и по-специално датчиците за измерване преобразуват биосигналите от човешкото тяло в електрически сигнали.
Друга форма на биоинструменти включват помпи за подаване на лекарства, като инсулин или обезболяващи. В този списък могат да се включат дефибрилатори, ултразвукова технология и респиратори. Биоинструментите включват създаването на помощни апарати за подпомагане на физиологични системи като пейсмейкъри и слухови апарати.
В съвременния живот много хора използват директно биоинструментариума за измерване на своите биопараметри като например снабдените с биометрична измервателна функция смартфони са способни да измерват сърдечния ритъм и насищането с кислород, както и голям брой различни приложения за тях за подпомагане на фитнесприложения. Освен това има различни устройства с биометрично измерване на данни, специално създадени да осигуряват необходимите данни по време на различни видове тренировки или ежедневно натоварване на човек.

### Биомеханика
Биомеханиката се занимава с опорно-двигателния апарат на биологичните системи и изпълняваните от него движения като я описва с понятията, методите и законите на механиката, анатомията и физиологията и ги описва и оценява.

### Биоинформатика
Главната цел на биоинформатиката е да помогне в разбирането на биологичните процеси. Разликата на биоинформатиката от другите подходи е това, че се използват интензивни изчислителни методи за достигане на тази цел, като Извличане и визуализация на биологичните данни, ({lang|en|data mining}), разпознаване на образи, алгоритми за машинно обучение. При това биоинформатиката моделира биологичните системи, анализира лабораторните данни, изследва нови данни с помощта на математическите модели, предсказва функции на гени и белтъци и извършва експерименти in silico.

### Биоматериали
Под биоматериал или материали за импланти се разбират синтетични или други небиологични материали, които се използват в медицината за терапевтични или диагностични цели, при което са в непосредствен контакт с биологичната тъкан на тялото. При използването им те контактуват и встъпват в определено химическо, физическо и биологично взаимодействие със съответните биологични системи. В научните среди под такива материали се разбират само тези, които са в продължителен контакт във вътрешността на тялото. При тези материали е важно да се осигури съвместимост със структурите на организма.

### Тъканно инженерство
Тъканно инженерство или отглеждане на тъкани на английски: Tissue Engineering е понятие свързано с изкуственото създаване на биологична тъкан посредством целенасочено култивиране на клетки. Целта е да се замести болна тъкан в пациента или да се регенерира. При тъканното инженерство обикновено се вземат клетки от орган на донора и размножават в лабораторни условия инвитро. В зависимост от вида на клетките те могат да се размножават двуразмерно или триразмерно (обемно). След като се регенерира тъканта се имплантира на пациента. Продуктите от тъканното инженерство принадлежат към групата на лекарствени средства за регенеративна и персонална медицина.

### Медицински изделия

#### Образна диагностика
Образната диагностика е техника и технология на създаване на визуално представяне на вътрешни органи на тялото на човек с цел клиничен анализ и медицинска интервенция, както и визуално представяне на функционирането на някои органи и тъкани (физиология). Образната диагностика има за цел да разкрие вътрешната структура, скрита от кожата и ребрата, както и да диагностира и лекува болести. При образната диагностика се създава база данни за нормалната анатомия и физиология и се осигуряват възможности за идентифициране на отклонения от тях. Също така могат да се прави образна обработка на органи при патологични изследвания, въпреки че това не е част от образната диагностика.

#### Импланти
Медицински имплант е медицинско устройство, произведено с цел да замества липсваща биологична структура или да подобри съществуваща биологична структура. Медицинските импланти са изкуствено създадени устройства. В някои случаи имплантът съдържа електронно устройство, като например пейсмейкъра, а някои са биоактивни и съдържат лекарствени форми. Могат да бъдат: неврологични и сензорни, ортопедични и други

### Генно инженерство
Представлява съвкупност от методи и технологии, с които се цели създаването на рекомбинирани РНК и ДНК, отделянето на гени от организма, извършване на манипулации с тях, въвеждането им в други организми и създаване на организми на базата на обработените гени. Генното инженерство се явява инструмент на биотехнологиите, като използва методи от молекулярната биология, клетъчна биология, биология, генетика, микробиология и вирусология.
Съвременното приложение на генетичните технологии за биосинтеза започва с разработването на рекомбинантни ДНК технологии (генно инженерство) за производство на инсулин от Escherichia coli през 70-те години на XX век. Днес от трансгенни (генетично модифицирани) организми и клетъчни линии се получават:
- от Escherichia coli - човешки инсулин и инсулинови аналози, калцитонин, паратироиден хормон, човешки соматотропин, глюкагони, соматотропен и инсулинов растежни фактори, интерферони (α-1, α-2a, α-2b и γ-1b), интерлевкини (2 и 11), и други;
- от Saccharomyces cerevisiae -  човешки инсулин и инсулинови аналози, негликозилиран човешки соматотропин, глюкагон, молекулни ваксини (повърхностен антиген от вируса на Хепатит Б, вирусоподобни частици от главния капсиден протеин L1 на човешкия папиломен вирус тип 6, 11, 16 и 18), албумини, хирудин, тромбоцитни растежни фактори и други.

## Методи на производство

### Организми
В модерната биотехника се използват както бактерии така и по-висши организми като гъби, растения или животински клетки. Често използваните организми като например Escherichia coli (Ешерихия коли) са добре изследвани. Простите организми могат със сравнително малък разход да бъдат генно модифицирани.

### Биореактори
Преди всичко микроорганизмите могат да се размножават в биореакторите. Това са съдове, в които могат да се управляват условията така, че култивираните микроорганизми да произвеждат желаните вещества. В биореакторите могат да се регулират параметри като например pH-стойност, температура, подаване на кислород, подаване на азот, съдържание на глюкоза или регулиране на разбъркването. Тъй като използваните микроорганизми имат различни изисквания, има съответно и различни видове биореактори като например реактори с разбъркване, с барбутиране, светлопропускливи фотобиореактори за култивиране при организми с фотосинтеза. Специален пример за фотобиореактор е биореактор за мъх на английски: moss bioreactor, който се използва за отглеждане и култивиране на мъх. Обикновено един биореактор за мъх се използва при производство на рекомбинантен протеин с използването на генно модифициран мъх. Масовото използване на този вид реактори е за производство на биологични фармацевтични препарати. Този метод на производство се нарича често молекулярно отглеждане на фармацевтични продукти на английски: Molecular Pharming. При опазване на околната среда се използват биореактори за размножаване на торфен мъх, който успешно се използва за намаляване на замърсяването на въздуха от тежки метали.
Примери за принос на биомедицински инженери:
Проектиране и изграждане на Кардиостимулатор, дефибрилатори, изкуствени бъбреци, сърца, кръвоносни съдове, стави, ръцете и краката.
Проектиране на компютърни системи за наблюдение на пациенти, по време на операция или в реанимация.
Проектиране на инструменти и устройства за терапевтична употреба, като система за лазерно око хирургия или устройство за автоматична доставка на инсулин.
Проектиране на клинични лаборатории и други единици в рамките на болницата и здравеопазването доставка система, която използва напреднали технологии.
Проектиране, изграждане и разследване на медицински изображения системи, базирани на рентгенови лъчи, магнитни полета (магнитен резонанс), ултразвук или по-нови условия.